# Осипов, Алексей Ильич
Алексе́й Ильи́ч О́сипов (род. 31 марта 1938, Белёв, Тульская область, СССР) — советский и российский православный богослов, педагог и публицист, доктор богословия (1985). Заслуженный профессор Московской духовной академии, апологет, проповедник, православный катехизатор.

## Биография
Родился 31 марта 1938 года в городе Белёве Тульской области в семье служащих. До 1952 года проживал в городе Козельске Калужской области, затем — в посёлке Оптино Козельского района. С 1952 года жил в городе Гжатске Смоленской области. Окончив школу в 1955 году, отказался поступать в какой-либо вуз и дома три года изучал начала богословия под руководством игумена Никона (Воробьёва). В 1958 году, получив от него письменную рекомендацию (по благословению архиепископа Смоленского и Дорогобужского Михаила (Чуба)), был принят в четвёртый (выпускной) класс Московской духовной семинарии (МДС), сдав экзамены за три предыдущих класса. Окончив МДС в 1959 году, продолжил своё обучение в Московской духовной академии (МДА), выпустившись в 1963 году со степенью кандидата богословия за сочинение «Перевод чинопоследований Утрени и Вечерни по служебнику Греческой Церкви 1951 года издания в сравнении с русским служебником синодального издания».
В 1964 году прослушал курс аспирантуры МДА. В том же году был назначен в МДА преподавателем по совершенно новой тогда дисциплине «Экуменизм». В 1965 году был приглашён читать лекции по основному богословию в академии, а затем в следующем году — тот же предмет и в семинарии. В последующие годы в аспирантуре читал лекции по истории русской религиозно-философской мысли, протестантизму, современным богословским проблемам; в академии, кроме основного богословия, — по западным исповеданиям. С 1965 года — преподаватель основного богословия в МДА. С 1966 года — преподаватель и семинарии (бакалавриата) по основному богословию. Вёл специальный курс «Основы духовной жизни в православии». С 1969 года — доцент, с 1975-го — профессор. С 1982 по 2006 год состоял заведующим аспирантуры МДА.
В 1985 году за совокупность богословских трудов присуждена учёная степень доктор богословия.
С 1990 по 1993 год — главный редактор возобновлённого журнала МДА «Богословский вестник».
Являлся сопредседателем Международной ежегодной конференции «Наука. Философия. Религия» (Дубна Московской области) с 1991 года до её окончания в 2016 году.
В 2004 году удостоен звания заслуженного профессора МДА.
В 2007 году избран действительным членом Российской академии естественных наук (РАЕН). В том же году получил диплом почётного профессора Института дружбы народов Кавказа.
В 2013 году удостоен ордена святителя Макария Московского II степени.
В 2018 году удостоен ордена святителя Макария Московского I степени.
В 2023 году удостоен ордена преподобного Сергия Радонежского I степени.

## Преподавательская и общественная деятельность

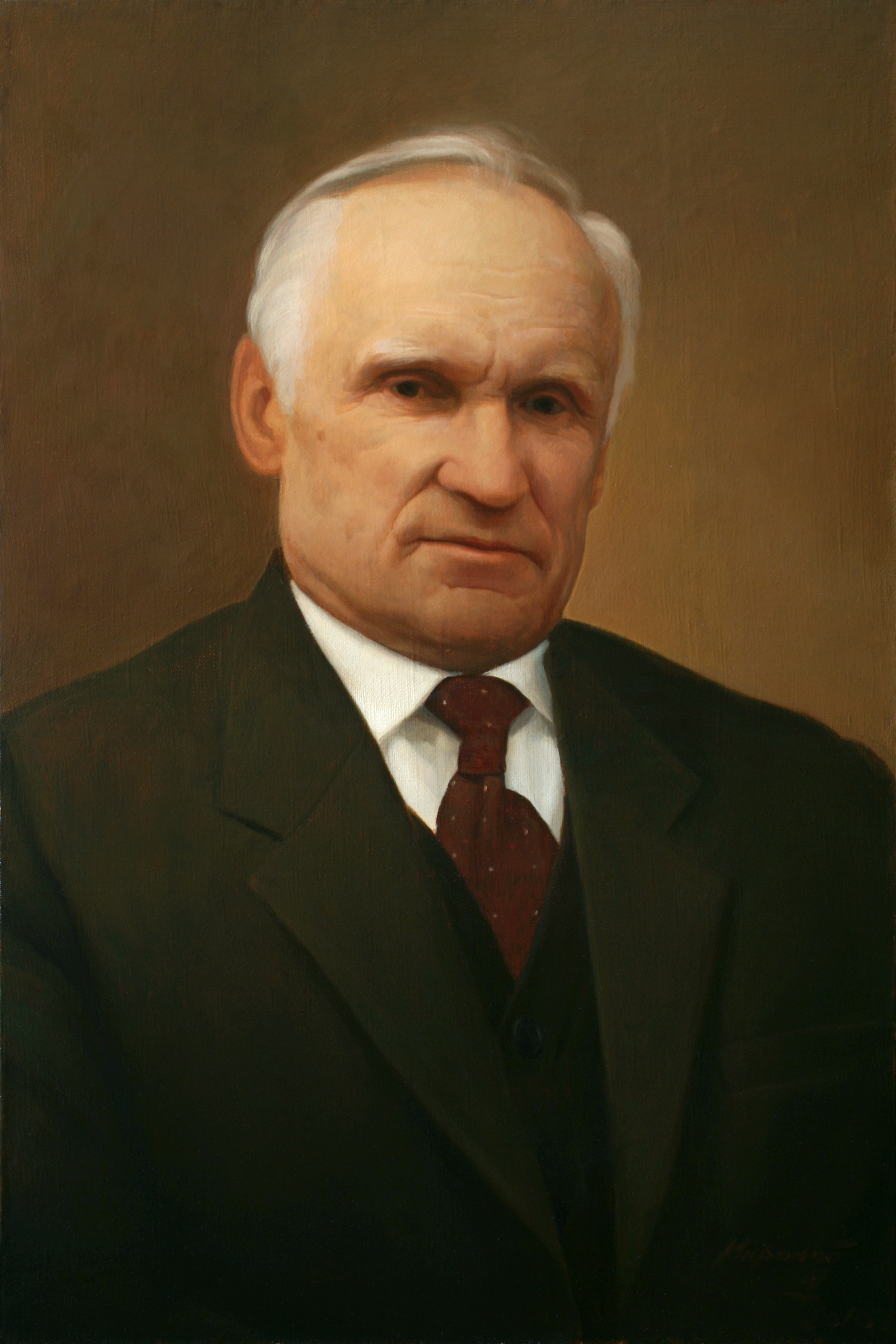
Портрет Алексея Осипова. 2010. Холст, масло. 60×40. Художник А. Н. Миронов

В 1964 году Алексей Осипов был назначен секретарём комиссии Русской православной церкви по подготовке материалов в религиозно-этическую энциклопедию, издававшуюся в Афинах.
С 1967 по 1987 год и с 1995 по 2005 год — член редакционной коллегии сборника «Богословские труды».
С 1973 по 1986 год — член учебного комитета при Священном синоде от Московской духовной академии.
С 1976 по 2004 год — член комиссии Священного синода по вопросам христианского единства, преобразованной в 1994 году в Синодальную богословскую комиссию.
Был членом Юбилейного Поместного собора Русской православной церкви 1988 года.
Состоял членом Церковно-общественной координационной группы по подготовке празднования 2000-летия Рождества Христова.
С 1991 до закрытия в 2016 году — сопредседатель (от религии) ежегодной международной конференции «Наука. Философия. Религия» (город Дубна Московской области).
В 1994—1995 годах — член совместного координационного комитета по взаимодействию между Вооружёнными силами Российской Федерации и Русской православной церковью.
В 1995—1997 годах — член постоянного президиума II—IV Всемирных русских народных соборов.
Состоял в Синодальной рабочей группе по разработке основ социальной концепции РПЦ; в рабочей группе «для составления концептуального документа, излагающего позицию Русской православной церкви в сфере межрелигиозных отношений».
С 2009 года — член президиума Межсоборного присутствия и его комиссии по церковному просвещению и диаконии.
Принимал участие в двусторонних диалогах, проводимых Русской православной церковью с нехалкидонскими церквями, Ватиканом, католической организацией «Пакс Кристи Интернационалис», лютеранскими церквами ФРГ, ГДР, Финляндии, Национальным советом церквей США, Всемирным альянсом реформатских церквей, Англиканской церковью, Епископальной церковью в США, с мусульманами Ирана в составе совместной Российско-иранской комиссии по диалогу «Православие — Ислам».
Был участником ряда ассамблей Всемирного совета церквей, Конференции европейских церквей, Христианской мирной конференции, многих всемирных, международных, региональных и иных церковных и общественных конференций и ассамблей, как в России, так и за рубежом.
Выступал с докладами и лекциями, в том числе по радио и телевидению, в университетах, институтах, в приходских храмах, школах, аудиториях общественных и деловых организаций, в домах культуры, на всемирных, международных, региональных православных, межхристианских и светских ассамблеях, конференциях: России, Украины, Белоруссии, Польши, Латвии, Финляндии, Эстонии, Израиля, Австрии, Бельгии, Германии, Голландии, Индии, Ирана, Италии, Исландии, Словакии, США, Турции, Швеции.
Публиковал работы в таких изданиях, как «Журнал Московской патриархии», «Богословские труды», «Stimme der Orthodoxie» (издательство Московской патриархии), «Православная беседа», «Фома», «Русский журнал», «Литературная газета», «Российская газета», «НГ-религии», «Встреча», «Москва», «Национальный контроль», «Благодатный огонь», «Благовестник», «Нескучный сад», «Русское возрождение» и других, в разных СМИ за рубежом (в Германии, Финляндии, Греции, США, Италии и других странах).

## Участник документальных фильмов
- 2005 — «Родная душа Архивная копия от 7 сентября 2019 на Wayback Machine». Памяти игумена Никона (Воробьёва)[4]
- 2009 — «Учитель покаяния». Фильм о святителе Игнатии (Брянчанинове)
- 2013 — «Воспоминания об игумене Никоне Воробьёве Архивная копия от 28 ноября 2019 на Wayback Machine»
- 2017 — «Богородица. Земной путь Архивная копия от 20 июня 2019 на Wayback Machine» (ТК «Первый канал»)
- 2021 — «Мой Достоевский Архивная копия от 8 января 2022 на Wayback Machine» (ТК «Спас»)

## Участник и гость телепередач
- 1999 — «Полный контакт» Александра Новикова (ТК «Тонус»)
- 2010 — «Актуальное интервью» (ТК «Русь»)
- 2012 — «Academia Архивная копия от 9 января 2020 на Wayback Machine» (ТК «Культура»)
- 2012 — «Наблюдатель» (ТК «Культура»)
- 2012, 2013 — «Прямая речь» (ТК «Радонежье»)[5][6]
- 2015 — «Лица академии»
- 2015 — «Церковь и мир Архивная копия от 4 апреля 2019 на Wayback Machine»
- 2015, 2017 — «Плод веры» (ТК «Союз»)[7][8]
- 2016 — «Консервативный клуб» (ТК «Спас»)
- 2017 — «Прямой эфир» (ТК «Царьград ТВ»)
- 2017 — «Русское богословие в 21 веке» (ТК «Царьград ТВ»)
- 2017 — «Рождественские беседы» (ТК «Спас»)
- 2018 — «Парсуна Архивная копия от 28 ноября 2019 на Wayback Machine» (ТК «Спас»)
- 2018, 2019 — «До самой сути» (ТК «Спас»)[9][10][11][12]
- 2019 — «Зачем Бог?! Архивная копия от 8 февраля 2020 на Wayback Machine» (ТК «Спас»)
- 2019, 2020 — «Идущие к … Послесловие. Проект Бориса Соболева» (ТК «Спас»)[13][14]
- 2020 — «Реакция» (ТК «Спас»)[15][16]
- 2020 — «Главное с Анной Шафран Архивная копия от 2 ноября 2020 на Wayback Machine» (ТК «Спас»)

## Ведущий телепередач
- 2017 — «Поиск истины с Алексеем Осиповым Архивная копия от 9 февраля 2021 на Wayback Machine» (ТК «Спас»)
- с 2021 — «Профессор Осипов Архивная копия от 16 мая 2021 на Wayback Machine» (ТК «Спас»)

## Награды
- 1971 — орден святого благоверного равноапостольного князя Владимира III степени (Русская православная церковь (РПЦ)).
- 1978 — орден святого Климента Охридского I степени (Болгарская православная церковь (БПЦ)).
- 1979 — орден преподобного Сергия Радонежского III степени (РПЦ).
- 1988 — орден святого благоверного равноапостольного князя Владимира II степени (РПЦ)[K 1].
- 1998 — орден святого благоверного князя Даниила Московского III степени (РПЦ)[K 2].
- 2007 — почётный знак отличия «Трудовая доблесть. Россия».
- 2008 — орден святителя Макария, митрополита Московского и всея Руси III степени (РПЦ)[K 3].
- 2008 — орден Латвийской православной церкви священномученика Иоанна, архиепископа Рижского, III степени.
- 2008 — орден Украинской православной церкви 1020-летия крещения Руси.
- 2008 — медаль Тверского государственного университета «Почётный знак „За усердие к наукам“».
- 2010 — диплом национальной литературной премии «Золотое перо Руси — 2010»[K 4][17].
- 2011 — почётная награда Объединённого института ядерных исследований[K 5][18].
- 2013 — орден святителя Макария, митрополита Московского и всея Руси II степени (РПЦ)[K 6].
- 2013 — награда имени князя Константина Острожского польского журнала «Православное обозрение»[19].
- 2016 — грамота Президентского полка.
- 2016 — орден Латвийской православной церкви святого священномученика Иоанна, архиепископа Рижского и Латвийского, II степени[20].
- 2017 — благодарность Московского пограничного института ФСБ России.
- 2017 — орден Дружбы — за заслуги в научно-педагогической деятельности, подготовке квалифицированных специалистов и многолетнюю добросовестную работу[21][22].
- 2018 — орден святителя Макария, митрополита Московского и всея Руси I степени (РПЦ)[K 7][23][24].

## Некоторые взгляды
В одного ли Бога верят во всех религиях? На этот вопрос Алексей Осипов отвечает: «В каждой религии есть своё представление о Боге, и именно это представление, этот образ Бога невидимого и является богом данной религии. Этот образ является богом религии, а не Тот, единый, о Котором каждый может говорить и думать, как ему угодно. И вспомнить только стоит, что Сам Христос назван Кем? — Образом Бога Невидимого, Образом Отца. Сам Он есть Образ. И всё наше понимание Бога исходит из учения Христа, из понимания Христа, из того, что Христос нам говорит о Боге. Он — наш Бог. И сравните с Ним какую-нибудь многорукую богиню Кали, богиню разрушения мира, увешенную черепами человеческими…»
Говоря о пророчествах и старчестве Алексей Осипов цитирует преподобного Иоанна Лествичника: «Когда мы… желаем… вверить наше спасение кому-нибудь, то ещё прежде вступления на сей путь, если мы имеем сколько-нибудь проницательности и рассуждения, мы должны рассматривать, испытывать и даже искусить сего кормчего, чтобы не попасть нам вместо кормчего на простого гребца, вместо врача — на больного, вместо бесстрастного — на человека, обладаемого страстями, вместо пристани — в пучину и таким образом не найти готовой погибели». Вот с какой осторожностью нужно подходить ко всякому духовному руководителю, а также и к его словам, и уж тем более пророчествам. Рассмотри! Испытай! Даже искуси! Но не принимай всё на веру, безрассудно.
Алексей Осипов считает, что предложения убрать произведения Фёдора Достоевского из школьной программы связаны с целенаправленной и многогранной идеологией, предусматривающей «уничтожение всего человеческого в человечестве». По его словам, «в настоящее время становится всё более очевидным, что человечество, даже при наличии справедливости и мира, погибнет, если не сохранит, точнее, если максимально не восстановит целостность природы». Он убеждён, что экологическая проблема — это прежде всего проблема духовного характера, и её ядром является состояние не окружающей среды, но самого человека.
На страницах «Литература России» утверждает, что среди людей, считающих себя православными, распространено безразличие «к догматическому и нравственному учению». Отмечает тенденции превращения Церкви в религиозное объединение людей, разномыслящих и равнодушных к истине Христовой. Он связывает это с тем, что «православный народ плохо знает свою веру, легко подвержен суевериям и маловерию, заражён язычеством».
Считает, что «если человек не имеет внутри себя молитвы, не молится душой, умом, то вся его религиозность оказывается пустой».
Утверждает, что Бог есть врач и все действия Божии полностью обусловлены духовным состоянием людей, а заповеди Божии — это свойства нормального человека, выполнение которых позволяет человеку оставаться здоровым и счастливым.
Убеждён, что любовь стала более редким явлением из-за развращения людей с детского возраста через пропаганду разврата, которая воспитывает страшный эгоизм. А также, что идёт целенаправленное разложение семьи.
В 2022 году поддержал нападение России на Украину, транслируя нарративы российской антиукраинской пропаганды о «защите жителей Донбасса», «сдерживании НАТО» и «денацификации».
Считает, что Антихрист уже пришёл в мир и действует.

## Отзывы

### Положительные

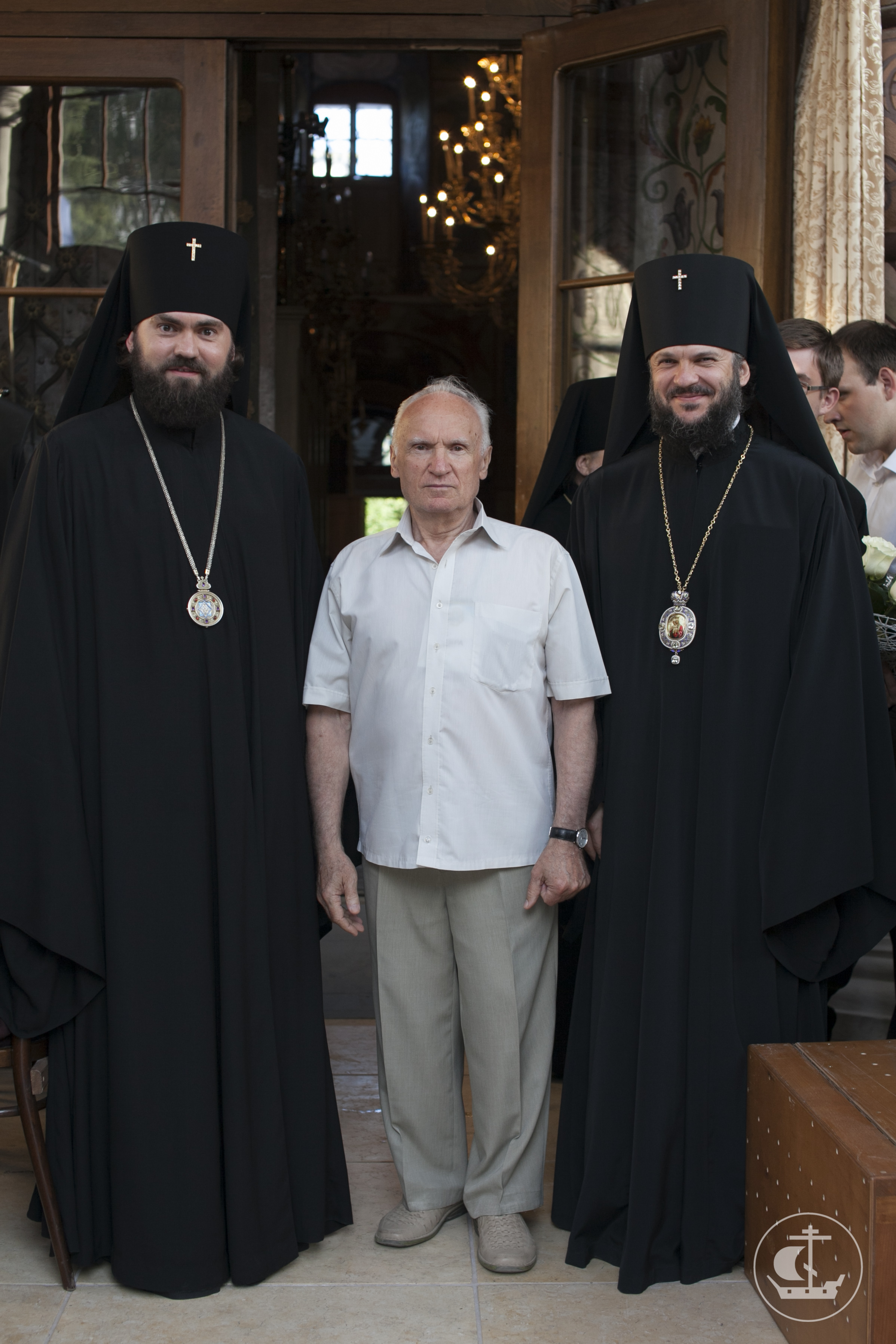

Профессор МДА Алексей Светозарский высказался о личности и трудах Алексея Осипова: «Алексей Ильич свободно маневрирует там, где моя нога даже не ступала, я имею в виду богословские вопросы, по которым у него есть свои частные мнения, за которые он сам вполне и отвечает. Когда кто-то говорит: „А вы слышали, что сказал профессор Осипов?“ — то я всегда думаю, что у профессора, наверное, есть веские основания так говорить. Я учился и продолжаю учиться его мастерству лектора, его умению доводить чрезвычайно сложные понятия и реалии, объяснять их самым простым языком».
Наместник Оптиной пустыни архимандрит Венедикт (Пеньков) полагает, что А. И. Осипов — «замечательнейший человек. Человек глубокомысленный, ответственный богослов».
По словам митрополита Тихона (Шевкунова), «Алексей Ильич — это великий человек. Вся эта „шарманка“, которую вокруг него закрутили — то он неправильно верит в Причастие, то он неправильно верит в спасение, то неправильно верит в вечные муки. Не знаю, я не богослов и не дерзну я спорить с нашими великими богословами. Я знаю, что это человек православнейший. Настоящий подвижник, прекрасный пример подвижнической жизни в миру, пример для монахов, пример для мирян, необычайная умница, необычайно совестливой души человек, принципиально отстаивающий свои убеждения. Остроумец. Гостеприимный хозяин. Нет таких добрых слов, которых бы я о нём не сказал».
Протодиакон Андрей Кураев считает, что «Алексей Ильич всю свою жизнь живёт в Церкви и служит Ей, и именно поэтому у него есть редко встречающееся сейчас качество: свобода во Христе. Она проявляется, в частности, в том, что он может позволить себе без вреда для своего духовного здоровья и своего церковного статуса говорить достаточно критические вещи о тех или иных моментах церковной истории, или церковной жизни».
Протоиерей Андрей Ткачёв считает, что А. И. Осипов «ничего не искал в этой жизни: ни славы, ни богатства, ни почестей, всего себя, как лимон, выжал на службу Церкви и отдал себя полностью преподаванию, профессорской деятельности, науке».
Протоиерей Димитрий Смирнов указал, что с большим удовольствием слушает лекции А. И. Осипова на телеканале «Союз».
Народный артист РФ Дмитрий Певцов высказался, о лекциях Алексея Ильича, так: «Сейчас благодаря совершенно замечательным лекциям профессора богословия Алексея Осипова для меня наконец потихоньку открывается, что такое христианство, что такое православие, что такое смирение, что такое любовь, кто есть Иисус Христос и что Он сделал для нас, человеков…».

### Отрицательные

#### Синодальной Библейско-богословской комиссии
В 2016 году получило огласку «Заключение Синодальной Библейско-богословской комиссии по результатам рассмотрения обращения верующих относительно спорных богословских воззрений профессора А. И. Осипова». «Заключение» представляет собой ответ на просьбу верующих разъяснить, являются ли положения учения Осипова точным изложением православной веры. В «Заключении» СББК отметила, что высказывания профессора Осипова о конечности, то есть невечности, временности адских мучений и связанные с ним богословские воззрения не находят основания в Священном Писании, что Осипов не раскрывает православное учение об Искуплении, что теория Осипова о таинстве Евхаристии является богословским новшеством, отмечает расхождение того, что пишет Осипов, с православным учением о крещении младенцев; в заявлении говорится также, что по «вполне определённо» выраженному учению Церкви Христос не воспринимал первородного греха.
Вскоре после этого Осипов выступил перед группой студентов с ответом на «Заключение» СББК. На сайте Осипова был опубликован текст под названием «О нашем официальном богословии (по поводу неофициального Заключения Синодальной библейско-богословской комиссии)».
Вскоре после ответа Осипова на заключение СББК отец Георгий Максимов выпустил видеоролик, посвящённый «учению Осипова» и комментарию на его «Ответ», где называет «враньём» утверждение Осипова о существовании в Церкви двух разных учений о конечности посмертных мук; ролик вызвал горячую полемику. В ролике Максимов говорит, что посвятил целую книгу опровержению «учения Осипова».
1 сентября 2017 года на официальном канале Алексея Осипова появилось видео с разъяснениями данного вопроса.

#### Духовных лиц
Иерей Даниил Сысоев говорил об «осиповщине» как о проблеме современности. Отец Даниил считал, что Осипов учит тому, что «Бог только любовь», что Бог не наказывает людей и что Осипов отрицает справедливость Бога. Отец Даниил квалифицировал это учение как «ересь Маркиона» и считал, что последователи Осипова не спасутся даже участвуя в таинствах.
Архимандрит Рафаил (Карелин) называл некоторые высказывания Осипова «теологическими экспериментами, написанными под несомненным влиянием протестантизма», считая их еретическими. Мнение архимандрита Рафаила, в свою очередь, было подвергнуто критике со стороны преподавателя Московской духовной академии Алексея Зайцева, который назвал утверждения архимандрита Рафаила «псевдоцерковной риторикой», основанной на вольном пересказе и искажении мыслей Алексея Осипова.
В июне 2012 года два монаха Троице-Сергиевой Лавры публично сожгли две тысячи экземпляров книги профессора Осипова «Посмертная жизнь» («Из времени в вечность: посмертная жизнь души»), подаренных лавре Сретенским монастырём, так как в данном издании, по их мнению, есть фрагменты, не соответствующие православному учению. Данная книга была одобрена к публикации Издательским советом Русской православной церкви. 15 июля 2012 года этот поступок был осуждён Духовным собором Троице-Сергиевой лавры. Один из монахов был отправлен в скит на покаяние.
Священник Георгий Максимов заявлял, что христология Осипова осуждена на Константинопольском соборе 1368 года, а также что профессор понимает противоречие своего учения православной вере, но «для защиты своей позиции он объявляет исконно православное учение „католическим“, хотя оно для восточных святых отцов свойственно столь же, сколь и для западных».

#### Учёных
26 апреля 2012 года Алексей Осипов выступил в программе «Аcademia» телеканала «Культура» с лекцией «Происхождение человека». Основная часть выступления носила религиозно-философский характер, где Осипов утверждал, что первую главу книги Бытия, рассказывающую о сотворении жизни и человека, нельзя понимать буквально. После завершения лекции Осипов ответил на вопрос студентки по поводу теории эволюции. В этом ответе, по мнению редакции портала «Антропогенез.ру» (в частности, палеонтолога Александра Маркова), лектор допустил 15 ошибок. Таким образом, по мнению авторов критической заметки, Осипов едва ли компетентен в затронутых в этом ответе вопросах.

#### Санкции
23 января 2023 года, на фоне вторжения России на Украину, внесён в украинский санкционный список лиц, «которые, прикрываясь духовностью, поддерживают террор и геноцидную политику», так как «поддерживает путинскую агрессию и массовые убийства мирных людей в Украине».

## Публикации
- Перевод чинопоследований Утрени и Вечерни по служебнику Греческой Церкви 1951 года издания в сравнении с русским служебником Синодального издания: диссертация … кандидата богословия. — Библиотека МДА.
- Основное богословие. Курс лекций в Московской духовной семинарии. — М., 1994.
- Православное понимание смысла жизни. — Киев, 2001.
- Игумен Никон (Воробьёв). Письма о духовной жизни. — М.: Сретенский монастырь, 2005.
- «Как же можно беспрестанно молиться…» — М.: Издательский совет РПЦ, 2008.
- The Search for Truth on the Path of Reason. — Pokrov Press, 2009. (англ.)
- Ищущему спасения. — М.: Никея, 2010.
- Церковь в современном мире. 250 вопросов и ответов. — М.: Путник, 2010.
- Путь разума в поисках истины. — М.: Сретенский монастырь, 2010. На польском языке: Droga rozumu w poszukiwaniu prawdy. — Варшава, 2011.
- Стать святым. — М.: Издательский совет РПЦ, 2011.
- Носители Духа — М.: Сретенский монастырь, 2011.
- О войне и мире, прогрессе и Достоевском. — М.: Православное братство св. ап. Иоанна Богослова, 2014.
- Зачем человек живёт? — М.: Православное братство св. ап. Иоанна Богослова, 2014.
- Как жить сегодня? — М.: Православное братство св. ап. Иоанна Богослова, 2014.
- Бог — М.: Православное братство св. ап. Иоанна Богослова, 2015. — На немецком языке: Auf dem Weg zu Gott. — На тайском языке: 2012. — На монгольском языке: Бурхан. — Улан-Батор, 2011.
- Нужна ли святость человеку? — М.: Издательство Московской патриархии, 2015.
- Почему исчезли старцы?: Как не ошибиться в духовном наставнике. — М.: Даниловский монастырь, 2015.
- Из времени в вечность: посмертная жизнь души. — М.: Данилов монастырь, 2017. — На финском языке: Kuolemanjälkeinen Elämä. — — Ново-Валаамский монастырь, 2010. — На китайском языке. — На немецком языке: Aus dem Zeitlichen in die Ewigkeit.
- Любовь, брак и семья. — М.: Православное братство святого апостола Иоанна Богослова, 2017.
- Что такое счастье. — М.: АСТ, 2017.
- Зачем человеку Бог?: Самые наивные вопросы и самые нужные ответы. — М.: АСТ, 2018.
- Жизнь духовная. — М.: Издательство Московской патриархии, 2018.
- Таинство Крещения. — М.: Издательство Московской патриархии, 2019.
- Жизнь с Евангелием: комментарии к Евангелию от Матфея. — М.: Никея, 2019.
- О чём говорил Иисус? — М.: АСТ, 2019.
- Сокращённое учебное пособие по апологетике для выпускного курса семинарии (бакалавриата) Московской духовной академии. — 2019.

- 20 лет свободы Церкви: интервью журналу «Фома». — 2011.
- 9 вопросов о смерти: интервью журналу «Фома». — 2012.
- Интервью телеканалу «Союз» (13 мая 2012 г.)
- Интервью телеканалу «Союз» (15 сентября 2012 г.)
- «А нужен ли нам такой Христос?». Неудобные парадоксы веры: интервью журналу «Национальный контроль». — 2013.
- Мусульманство — это ближайшая к христианству религия: интервью журналу «Национальный контроль». — 2013.
- О ком молиться?: интервью газете «Дари добро». — 2013. — 11 августа.
- Кто десятый праведник?: беседа с обозревателем «Российской газеты» Марией Городовой. — 2015.
- Для чего человеку нужна Пасха?: беседа с обозревателем «Российской газеты» Марией Городовой. — 2015.
- Критский Собор — 2016: интервью порталу «Радонеж». — 2016. — 4 июля.
- Жизнь определяется нашим духовным состоянием: интервью порталу «Православие.ру». — 2016.
- Зачем я живу?: интервью порталу «Православие.ру». — 2016.
- О смерти: интервью порталу «Православие.ру». — 2016.
- В одного ли Бога верят во всех религиях?: интервью порталу «Православие.ру». — 2016.
- Священник помогает людям приобщаться Духу Божьему: интервью журналу «Брестские епархиальные ведомости». — 2016. — 7 сентября.
- «Легче совершить богослужение или отстоять его, чем с благоговением молиться во время него»: интервью А. И. Осипова порталу «RuVera.ru». — 2017. — 25 апреля.
- «Современный человек будет бороться с чем и кем угодно, но не с собой»: интервью А. И. Осипова порталу «Православие.ру». — 2018.
- Мамврийский дуб: интервью «Российской газете». — 2019.
- Клирос сегодня: интервью журналу «Регентское дело» (г. Симферополь).
- Зачем современному человеку Православие?

- Мир и меч // Из выступления в программе «Открытые дни Московской духовной академии». — 1998. — 4 октября.
- Христос и прогресс // Международная научная конференция «Современные проблемы цивилизации» (6 марта 2001 года). — М.: РАН, 2001.
- The Eschatological Concept in the Russian Orthodox Theology Today // Конференция памяти 1700-летия со дня кончины свят. Иоанна Златоуста. — Константинополь (Турция), 2007.
- Духовное наследие святителя Игнатия Брянчанинова // Конференция «Духовное наследие святителя Игнатия Брянчанинова» (14 мая 2009 года). — М., 2009.
- Зачем человек живёт? // Из выступления на XIV Епархиальных Богородично-Рождественских образовательных чтениях в г. Калуга «Духовно-нравственное просвещение в семье и школе — соработничество Церкви, государства и общества» (22 сентября 2011 года). — Калуга, 2011.
- Духовное образование человека // Выступление на XVI Богородично-Рождественских образовательных чтениях в городе Калуга. — 18 сентября 2013 года
- 1025-летие Крещения Руси. Россия и Запад: аскетический аспект // Покровская академическая конференция, посвящённая 1025-летию Крещения Руси. — 10—14 октября 2013 года.
- Московская духовная академия: Образование богословское и духовное // Доклад в МПДА на конференции, посвящённой 200-летию (1814—2014) её пребывания в Свято-Троицкой Сергиевой лавре. — 2014.
- Путь к святости // Доклад на Конференции «Сергиевские научно-богословские чтения», посвящённой 700-летию рождения прп. Сергия Радонежского. — МПДА, 1 мая 2014 года.
- О некоторых аспектах национально-культурной идентичности в России // XVII Конференция. — Дубна, 25—26 ноября 2014 года.
- Куда идёт современный человек? // XI заседание российско-иранской комиссии по диалогу между православием и исламом. — Тегеран, 2018.
- Религия, философия, наука накануне III-го тысячелетия.
- Искатель высшей правды: Ф. М. Достоевский и православие.
- Русское духовное образование: исторический контекст и современное состояние

- К назначению нового главы Карловацкого раскола // Журнал Московской патриархии. — 1964. — № 11. — С. 76—77.
- Славный юбилей (к 150-летию Московской духовной академии) // Журнал Московской патриархии. — 1965. — № 1. — С. 16—23. (соавторы: К. Е. Скурат, священник С. Соколов, В. Бороздинов)
- Праздник 20-летия Патриаршества Святейшего Патриарха Московского и всея Руси Алексия // Журнал Московской патриархии. — 1965. — № 3. — С. 17—22. (в соавторстве с В. Бороздиновым и А. Просвирниным)
- «Впечатления о Советском Союзе». Афины, 1965, 120 стр. + 47 илл. (на греч. яз.) // Журнал Московской патриархии. — 1967. — № 3. — С. 76—79.
- Диссертация, посвящённая памяти наставников [М. А. Старокадомский. «Опыты умозрительного обоснования теизма в трудах профессоров Московской духовной академии»] // Журнал Московской патриархии. — 1969. — № 8. — С. 12—13.
- Христиане на пути к экумене служения и ответственности за мир (доклад на заседании Богословской комиссии ХМК, Москва, 12-14 сентября 1972 года) // Журнал Московской патриархии. — 1972. — № 12. — С. 44—48.
- Насилие и справедливость // Журнал Московской патриархии. — 1973. — № 7. — С. 49—51.
- Справедливость и насилие // Богословские труды. — М., 1973. — № 11. — С. 193—197.
- «Иисус Христос объединяет» (присутствие Христа в Церкви и в мире и миссии Церкви в мире) // Журнал Московской патриархии. — 1975. — № 8. — С. 59—65.
- Принстонская встреча (богословский диалог между представителями христианских Церквей СССР и Национального Совета Церквей Христа в США) // Журнал Московской патриархии. — 1975. — № 8. — С. 65—70.
- Путешествие в Новый Свет // Журнал Московской патриархии. — 1975. — № 9. — С. 50—58.
- Спасение — освобождение для мира и справедливости во Христе. Значение церкви // Журнал Московской патриархии. — 1976. — № 3. — С. 60—65.
- Впервые в Индии // Журнал Московской патриархии. — 1977. — № 2. — С. 42—46.
- Quelques principes de la conception orthodoxe de l’oecuménisme [Некоторые принципы православного понимания экуменизма] // Вестник Русского Западно-Европейского Патриаршего Экзархата. — М., 1978. — № 97—100. — C. 23—34.
- Третья встреча с «Пакс Кристи интернационалис» // Журнал Московской патриархии. — 1978. — № 9. — С. 48—51.
- Тридцатилетие Всемирного Совета Церквей // Журнал Московской патриархии. — 1978. — № 12. — С. 63—65; 1979. — № 1. — С. 62—65.
- О некоторых принципах православного понимания экуменизма // Богословские труды. — М., 1978. — № 18. — С. 180—187.
- Знакомство с Римской курией // Журнал Московской патриархии. — 1979. — № 3. — С. 55—62. (в соавторстве с игуменом Августином (Никитиным))
- Тезисы [VIII Богословского собеседования «Арнольдсхайн-VIII» между представителями Русской Православной Церкви и Евангелической Церкви Германии (ФРГ) (10—13 октября 1979 года в Одессе)] к докладам «Святые как знамение исполнения обетования Божия человеку» // Журнал Московской патриархии. — 1980. — № 3. — С. 56—57. (в соавторстве с Георгом Кречмаром)
- Современный диалог Русской православной церкви с Евангелическо-Лютеранскими церквами (1959—1979) // Журнал Московской Патриархии. — 1980. — № 8. — С. 58—60; № 9. — С. 63—67.
- Богословские основы миротворческой деятельности Церквей // Журнал Московской патриархии. — 1980. — № 10. — С. 33—36.
- Святые как знак исполнения Божия обетования человеку // Журнал Московской патриархии. — 1980. — № 11. — С. 59—67.
- Тезисы по теме «Значение апостольской преемственности для священства и пасторства» [IX Богословское собеседование представителей Русской православной церкви и Евангелической церкви в Германии, ФРГ («Арнольдсхайн-IX»)] // Журнал Московской патриархии. — 1982. — № 1. — С. 56. (Хауптманн П., профессор)
- Значение апостольской преемственности для священства и пастырства по учению отцов Церкви // Журнал Московской патриархии. — 1982. — № 2. — С. 57—61.
- Сокрытая жемчужина души // Журнал Московской патриархии. — 1982. — № 3. — С. 47—48.
- Резюме первой встречи Смешанной православно-лютеранской богословской комиссии по диалогу // Журнал Московской патриархии. — 1982. — № 3. — С. 64—67. (соавторы: Коман В., Николау Ф., Фидас В., Романидис И., Кречмар Г., Кродель Г., Питтерс Г., Ульман В.)
- Наставник духовной жизни (к 175-летию со дня рождения епископа Игнатия (Брянчанинова)) // Журнал Московской патриархии. — 1982. — № 12. — С. 140—143.
- Основы духовной жизни по творениям епископа Игнатия (Брянчанинова) // Журнал Московской патриархии. — 1983. — № 8. — С. 71-78.
- Богословские аспекты прав человека // Журнал Московской патриархии. — 1984. — № 5. — С. 56—60.
- Богословские воззрения славянофилов // Русское возрождение. — Н.-Й., 1988. — № 41. — С. 36—59.
  - Богословские воззрения славянофилов // Журнал Московской патриархии. — 1994. — № 6. — С. 75—84.
- Святитель Игнатий об основах духовной жизни // Журнал Московской патриархии. — 1993. — № 4. — С. 58—67.
- Богословие и «Богословский вестник»: Итоги развития рус. богословия к 1917 г. и отражение их в «БВ» // Богословский вестник. — М., 1993. — Т. 1. — № 1—2. — С. 7—20.
- Три века Московской духовной академии // Богословский вестник. — М., 1996. — Т. 1, № 2. — С. 4—18.
- Основное богословие: Курс лекций для учащихся МДС. — М., 1994; Три века МДА // Богословский Вестник. — 1996. — Т. 1. — № 2. — С. 4—18.
- Ф. М. Достоевский и христианство // Журнал Московской патриархии. — 1997. — № 1. — С. 56—64.
- «Он так и не защитил своего народа…»: [Канонизация Царской семьи] // Встреча. — Сергиев Посад, 1997. — № 1 (4). — С. 6—8.
- Русское духовное образование // Журнал Московской патриархии. — 1998. — № 3. — С. 52—61.
- Единство и многообразие в жизни Церкви // Журнал Московской патриархии. — 1998. — № 7. — С. 75—78.
- Святой страстотерпец? // Православный христианин (Калужская Епархиальная газета). — 1998. — № 8.
- Православное понимание человека // Рождественские чтения, 6-е. — М., 1998. — С. 134—140.
- Религия, философия, наука на пороге III тысячелетия // Журнал Московской патриархии. — 1999. — № 1. — С. 75—80.
- Свобода христианина, свобода Церкви и религиозная свобода в православном понимании // Церковь и время. — 1999. — № 1 (8). — С. 101—112.
- Канонизация Царской семьи: за и против // Церковь и время. — 1998. — № 4 (7). — С. 203—209.
- Святой страстотерпец? // Православный христианин. — Калуга, 1998. — № 8;
- Особенности канонизации последнего царя // Независимая газета. — 1999. — № 13 (36), 14 июля;
- Основы духовной жизни в Православии: [Докл. на Богосл. конф. «Православное богословие на пороге третьего тысячелетия». Москва, 7—9 февраля 2000 г.] // Церковь и время. — 2000. — № 2 (11). — С. 186—202.
  - Основы духовной жизни в православии: [Докл. на Богосл. конф. «Православное богословие на пороге третьего тысячелетия». Москва, 7—9 февраля 2000 г.] // Рождественские чтения, 8-е. — М., 2000. — С. 145—155.
- Особенности канонизации последнего царя // Независимая газета — религии. — 1999. — 14 июля. — № 13 (36).
- Святитель Игнатий об основах духовной жизни // Об основах духовной жизни: Сборник материалов. — Сергиев Посад, 2000. — С. 99—126.
- Свобода христианина, свобода Церкви и религиозная свобода // Журнал Московской патриархии. — 2001. — № 7. — С. 66—72.
- Апологетика // Православная энциклопедия. — М., 2001. — Т. III : Анфимий — Афанасий. — С. 75—91. — 40 000 экз. — ISBN 5-89572-008-0. (в соавторстве с свящ. П. И. Великановым)
- Отзыв на канд. дисс. свящ. Димитрия Дворникова на тему: «Диалектическая теология Карла Барта» // Богословский вестник. 2003. — № 3. — С. 368—372.
- Учение о молитве Иисусовой святителя Игнатия (Брянчанинова) и в «Откровенных рассказах странника» // Церковь и время. — 2005. — № 1 (30). — С. 142—167.
- Свобода христианина, свобода Церкви и религиозная свобода в православном понимании // Преподавание истории и обществознания в школе. — 2006. — № 9. — С. 64—70.
- Верую, Господи, и исповедую: Богословский семинар «Святые Дары в Таинстве Евхаристии» // Встреча. — 2006. — № 2 (23). — С. 38—39.
- Россия сегодня и славянофилы // Иван Киреевский: Духовный путь в рус. мысли XIX—XXI вв.: (К 200-летию со дня рождения): Сб. ст. — М., 2007. — С. 61—76.
- Святитель Игнатий (Брянчанинов) — наставник духовной жизни // Русская патрология : Материалы академической конференции, Сергиев Посад, 1 января 2008 года — 31 декабря 2009 года. — Сергиев Посад: Московская духовная академия Русской православной церкви, 2009. — С. 77—114.
- Русское духовное образование: исторический контекст и современное состояние // Нижегородское образование. — 2011. — № 4. — С. 112—118.
- Московская духовная академия: образование богословское и духовное // Гуманитарные науки в теологическом пространстве: Взаимодействие духовного и светского образования в России на примере Московской духовной академии с начала XIX века по настоящее время: сборник статей в честь 200-летнего юбилея пребывания Московской духовной академии в Троице-Сергиевой лавре, Сергиев Посад, 14—15 октября 2015 года. — Сергиев Посад: Московская духовная академия Русской православной церкви, 2015. — С. 80—95.
- Революция вышла из семинарии // «Покров»: журнал духовно-нравственной культуры. — 2017. — № 4/550.
- Спасительный голос Церкви // Известия. — 2018. — 29 ноября.
- Что такое учёное монашество?: По творениям и письмам святителя Игнатия (Брянчанинова) // Богословский вестник. — 2019. — Т. 35. — № 4. — С. 118—129.
- Истоки Катастрофы и наши последние могикане. Игумен Никон (Воробьёв) // Ортодоксия. — 2023. — № 4. — С. 30—57.

публикации на официальном сайте
- Как жить сегодня // Из выступления перед общественностью в Московском ДК «Салют» — (31.10.2012)
- Что такое счастье // Из лекции в МПДА. — 18.11.2012
- Семья — малая церковь
- Церковное единство или политика? // PravMir.ru
- Трагический парадокс
- Учение святителя Игнатия (Брянчанинова) о духовной жизни
- Христианская космология
- О нашем официальном богословии (по поводу неофициального Заключения Синодальной библейско-богословской комиссии)
- Зачем страдал Христос? (Сущность Жертвы Христовой)
- Что такое евхаристия? Таинство Евхаристии и евхаристические каноны
- Жизнь, зачем ты мне дана?
- Православие — «безрадостная» религия?